# Nelima ponticoides
Nelima ponticoides is een hooiwagen uit de familie Sclerosomatidae.